# Fear Street: Prom Queen
Fear Street: Prom Queen (bra: Rua do Medo: Rainha do Baile; prt: Rua do Medo: A Rainha do Baile) é um filme slasher estadunidense de 2025, dirigido por Matt Palmer e coescrito por ele e Donald McLeary, baseado no livro The Prom Queen (1992), da série literária Fear Street, de R. L. Stine, sendo o quarto filme da franquia. É estrelado por India Fowler, Suzanna Son, Fina Strazza, David Iacono, Ella Rubin, Chris Klein, Ariana Greenblatt, Lili Taylor e Katherine Waterston. Produzido pela Chernin Entertainment e ambientado em 1988, a trama acompanha um assassino mascarado que começa a eliminar as candidatas a rainha do baile da Shadyside High na noite da formatura. Foi lançado na Netflix em 23 de maio de 2025 e recebeu críticas negativas. 
Após o lançamento da trilogia original, começaram as discussões sobre novos filmes ambientados no mesmo universo. Em outubro de 2023, R. L. Stine anunciou que mais produções estavam em desenvolvimento, com o quarto filme sendo uma história independente e com Chloe Okuno inicialmente cotada para dirigir. Em março de 2024, o elenco principal foi anunciado, com McLeary e Palmer escalados para adaptar The Prom Queen, e Palmer também confirmado como diretor. As gravações aconteceram entre março e maio de 2024, nas cidades de Toronto e Hamilton.

## Enredo
Em 1988, a turma do último ano da Shadyside High School se prepara para o baile de formatura. Lori Granger decide concorrer ao título de rainha do baile contra o grupo das garotas mais populares, apelidado de "Wolfpack / Alcateia" — formado pela implacável líder Tiffany Falconer e suas amigas Melissa Mckendrick, Debbie Winters e Linda Harper. Lori é excluída pelos outros alunos por causa de boatos de que sua mãe teria matado seu pai, embora tenha sido considerada inocente. A vice-diretora Brekenridge vê o baile como uma chance de renovar a imagem de Shadyside, apesar da má fama da cidade. Na noite anterior ao baile, a candidata Christy Renault, que também é uma pequena traficante de maconha local, é esfaqueada e morta por um assassino mascarado.
No dia seguinte, Lori vai ao baile acompanhada de sua melhor amiga, Megan Rogers. Mais tarde, Megan arma uma pegadinha usando uma réplica moldada da cabeça de Tiffany, o que cria um desentendimento entre as duas. Enquanto isso, Linda e seu namorado são mutilados e assassinados pelo assassino mascarado em uma sala de aula vazia. Lori recebe flores de um remetente anônimo, pouco antes de Tiffany confrontá-la com provocações sobre o passado de sua mãe. Debbie e seu namorado Judd descem até o porão, onde Judd é morto e Debbie é eletrocutada na sala de energia.
Após Melissa ajudar Lori a retocar a maquiagem, Tiffany rompe a amizade com ela e ainda arruina seu vestido, jogando bebida nele. Lori e Tiffany acabam competindo em uma dança improvisada, durante a qual Lori conquista o público e deixa Tiffany humilhada. Tyler, o namorado de Tiffany, termina com ela e se aproxima de Lori, por quem Lori tem sentimentos. Enquanto isso, Melissa é assassinada no vestiário feminino, revelando que há dois assassinos mascarados. Megan interrompe Lori, convencida de que o desaparecimento das candidatas a rainha do baile é obra de um serial killer, mais especificamente, Devlin, o filho profundamente religioso da vice-diretora Brekenridge. Lori não acredita na teoria da amiga e as duas se afastam.
Mais tarde, Megan investiga o porão e encontra os corpos de Debbie, Judd e do zelador Stoker. Enquanto isso, Lori e Tyler vão até o auditório, onde Tyler tenta transar com ela. No entanto, o assassino surge e crava uma faca no crânio de Tyler, matando-o instantaneamente, e começa a perseguir Lori. Ela encontra Megan gritando no porão e desce, mas o assassino acaba trancando as duas lá dentro. Após uma breve perseguição, conseguem escapar por uma janela e correm até o salão do baile para alertar a todos.
Lori é anunciada como a rainha do baile justo quando tenta alertar a escola sobre o assassino. O assassino aparece e ataca, matando os alunos Claire e Gerald e decepando o braço do diretor Wayland. Em meio ao caos, Lori usa a coroa de tiara como arma e apunhala o assassino, que é desmascarado e revelado como Dan Falconer, o pai de Tiffany.
A polícia chega e prende Dan, enquanto Megan é levada para o hospital. Tiffany volta para casa com Lori, pede desculpas por seu comportamento e a convida para ficar com ela, pedindo sua companhia naquela noite. No entanto, Nancy, a mãe de Tiffany, aparece e revela ser a segunda assassina. Lori e Tiffany tentam se esconder, mas Tiffany tenta esfaquear Lori, revelando que também estava envolvida nos assassinatos. Nancy explica que matou o pai de Lori depois que ele terminou com ela para ficar com a mãe de Lori. Durante a luta, Lori empurra Tiffany pela abertura da escada, empalando-a em uma decoração no andar de baixo. Lori e Nancy travam uma breve luta, até que Lori acerta a cabeça de Nancy com um troféu e foge da casa. Enquanto Nancy morre, seu sangue forma a Marca da Bruxa.

## Elenco
- India Fowler como Lori Granger, uma aluna excluída que decide concorrer à rainha do baile
- Suzanna Son como Megan Rogers, melhor amiga de Lori
- Fina Strazza como Tiffany Falconer, rival e inimiga de Lori
- Chris Klein como Dan Falconer, pai de Tiffany e professor
- David Iacono como Tyler Torres, namorado de Tiffany
- Ella Rubin como Melissa Mckendrick, amiga de Tiffany
- Ariana Greenblatt como Christy Renault, candidata ao baile e pequena traficante local de maconha
- Lili Taylor como Vice-diretora Dolores Brekenridge
- Katherine Waterston como Nancy Falconer, mãe de Tiffany
- Darrin Baker como Diretor Wayland
- Rebecca Ablack como Debbie Winters, amiga de Tiffany
- Ilan O'Driscoll como Linda Harper, amiga de Tiffany
- Damian Romeo como Judd, namorado de Debbie
- Dakota Taylor como Bobby, namorado de Linda
- Eden Summer Gilmore como Claire, apoiadora de Tiffany
- Brennan Clost como Gerald, apoiador de Tiffany
- Cecilia Lee como Harmony LaFay, repórter da escola
- Dale Whibley como Jimmy, namorado de Christy
- Joanne Boland como Rose Granger, mãe de Lori

## Produção

### Desenvolvimento
Em julho de 2022, R. L. Stine revelou que estavam em andamento discussões sobre novos filmes além da trilogia original dos filmes Fear Street Part One: 1994, Fear Street Part Two: 1978, e Fear Street Part Three: 1666. Em dezembro do mesmo ano, foi anunciado que Chloe Okuno dirigiria um novo capítulo da franquia, e que a Chernin Entertainment retornaria para produzir o longa.
Em outubro de 2023, Stine afirmou que a franquia continuaria, com novos filmes em desenvolvimento. Essa informação foi confirmada por Scott Stuber, que revelou que o próximo longa seria uma história independente, baseada em um dos livros da saga. Em janeiro de 2024, Stine confirmou que o projeto estava em andamento e que se tratava de uma adaptação do livro The Prom Queen, especificamente. Em março, o filme recebeu oficialmente o título Fear Street: Prom Queen. O roteiro foi adaptado por Donald McLeary e Matt Palmer, que também assumiu a direção.

### Seleção do elenco
Com o anúncio do título, o elenco inicial foi revelado, incluindo India Fowler, Suzanna Son, Fina Strazza, David Iacono, Ella Rubin, Chris Klein, Lili Taylor e Katherine Waterston. Relatórios adicionais confirmaram que Ariana Greenblatt também foi escalada ao elenco.

### Filmagens
As gravações começaram em Toronto em 25 de março de 2024, seguiram para Hamilton e foram encerradas em 14 de maio.

## Lançamento
Fear Street: Prom Queen foi lançado na Netflix em 23 de maio de 2025.

## Recepção

### Resposta da crítica
No site agregador de críticas Rotten Tomatoes, 27% das 72 avaliações foram positivas. O consenso do site diz: "Cansativo e sem inspiração, Fear Street parece uma reciclagem dos melhores slashers dos anos 80, garantindo que a coroa do sucesso não vá para esta Prom Queen (Rainha do Baile)." No Metacritic, o filme recebeu uma média ponderada de 41 de 100, com base em 15 críticas, indicando avaliações "mistas ou médias."
Alison Foreman, escrevendo para o Indiewire, chamou o filme de "charmoso e diabólico" e deu uma nota B+. Ela comentou: "quando dedicação total se junta a muito sangue e coragem, essa festa animadíssima foge dos clichês batidos e leva a história para um lugar bem sombrio." Ela também destacou que a direção de Palmer "é a prova definitiva de que ainda dá pra se divertir bastante adaptando essa série de livros assustadores" e sugeriu a possibilidade da Netflix lançar novos filmes de Fear Street anualmente. Clint Worthington, do RogerEbert.com, comparou o filme desfavoravelmente aos anteriores, chamando-o de um "grande retrocesso" e criticou a direção de Palmer. Ele completou: "Fear Street começou como uma franquia que tentou reinventar o gênero, nem que fosse apenas pela sua estrutura diferente e pelas referências à maldição inerente da marginalização; esse aqui é só um slasher raso e vazio, feito de propósito."
Dennis Harvey, da Variety, apontou as influências do filme, mas afirmou que "Fear Street: Prom Queen nunca vai além de sua proposta básica, que simplesmente recicla clichês de slashers tradicionais e de sátiras colegiais como Heathers e Mean Girls, sem nunca decidir de fato o quanto quer levar tudo isso a sério." Ele também criticou os personagens, dizendo que são rasos, e achou o clímax "exagerado", além de lamentar a falta daquele tom camp típico do gênero. Por outro lado, elogiou as atuações e destacou: "Isso não é culpa dos atores competentes e, no geral, bem escalados — que dão o melhor, mesmo que você sinta que o talento experiente está sendo desperdiçado — mas sim da incerteza do tom do filme."
Natalia Keogan, do The A.V. Club, foi ainda mais dura e deu nota "D" para o filme, chamando-o de "um desastre sem graça e confuso, onde os clichês batidos e a cinematografia sem vida são o que realmente merecem morrer". Ela criticou especialmente a cinematografia por não conseguir capturar a estética dos anos 1980 e concluiu: "Sem parodiar o gênero, sem estilo visual, sem o charme dos anos 80 e sem nem o sangue que o terror exige, Fear Street: Prom Queen nem sequer tenta imitar os filmes de terror da década em que se passa. Esse fracasso Original Netflix só poderia aspirar a ser um assassino imitador, mas, mesmo assim, não tem coragem pra isso."

Luna Guthrie, do Collider, foi mais positiva e afirmou que o filme "não inova, mas The Prom Queen é um slasher adolescente competente o suficiente e que cumpre bem o papel de continuar o universo em constante expansão de R. L. Stine". Ela elogiou especialmente as atuações de Strazza e Waterston, escrevendo que "As duas formam uma dupla ótima de assistir, e o filme dá material suficiente pra que causem muito impacto". Ela também destacou o desenvolvimento dos personagens, acrescentando que "mesmo filmes feitos pra entreter de forma simples podem fazer isso com um certo nível de sofisticação".